# Сербин (хутор)
Сербин — хутор в Славянском районе Краснодарского края.
Входит в состав Маевского сельского поселения.

## География
Находится между рекой Кубань и каналом Петровско-Анастасиевской оросительной системы. Фактически слился с хутором Колесников.

### Уличная сеть
Уличная сеть единая с хутором Колесников.

| - ул. Весёлая - ул. Зелёная - ул. Комсомольская - ул. Кубанская - ул. Мира - ул. Молодёжная - ул. Набережная - ул. Нефтяников | - ул. Новая - ул. Пионерская - ул. Проточная - ул. Северная - ул. Совхозная - ул. Урожайная - ул. Школьная - ул. Южная |

## Население
| 2002 | 2010 |
| ---- | ---- |
| 863  | ↘858 |

## Инфраструктура
Личное подсобное хозяйство с зоной сельскохозяйственного использования, индивидуальная застройка усадебного типа.
Основа экономики — сельское хозяйство.
ДОУ 30, Сельский клуб, Библиотека, Фельдшерско-акушерский пункт, Спортивная площадка.

## Достопримечательности
Аллея Героев Великой Отечественной войны

## Транспорт
Остановка общественного транспорта «Сербин». 